# Грузьківська сільська рада
| Грузьківська сільська рада — колишній орган місцевого самоврядування у Кропивницькому районі Кіровоградської області з адміністративним центром у с. Грузьке. Сільській раді були підпорядковані населені пункти: - с. Грузьке |

## Склад ради
Рада складалася з 16 депутатів та голови.

### Керівний склад ради
| ПІБ                       | Основні відомості                                                 | Дата обрання | Дата звільнення |
| ------------------------- | ----------------------------------------------------------------- | ------------ | --------------- |
| Чернявський Іван Іванович | Сільський голова, 1958 року народження, освіта, безпартійний      | 26.03.2006   | 31.10.2010      |
| Кучер Сергій Петрович     | Сільський голова, 1983 року народження, освіта вища, безпартійний | 31.10.2010   |                 |

Примітка: таблиця складена за даними джерела

## Населення
Згідно з переписом УРСР 1989 року чисельність наявного населення сільської ради становила 2061 особа, з яких 941 чоловік та 1120 жінок.
За переписом населення України 2001 року в сільській раді мешкало 1296 осіб.

### Мова
Розподіл населення за рідною мовою за даними перепису 2001 року:
| Мова       | Відсоток |
| ---------- | -------- |
| українська | 78,61 %  |
| молдовська | 17,92 %  |
| російська  | 3,40 %   |
| угорська   | 0,08 %   |